# Llista de peixos del riu Eufrates

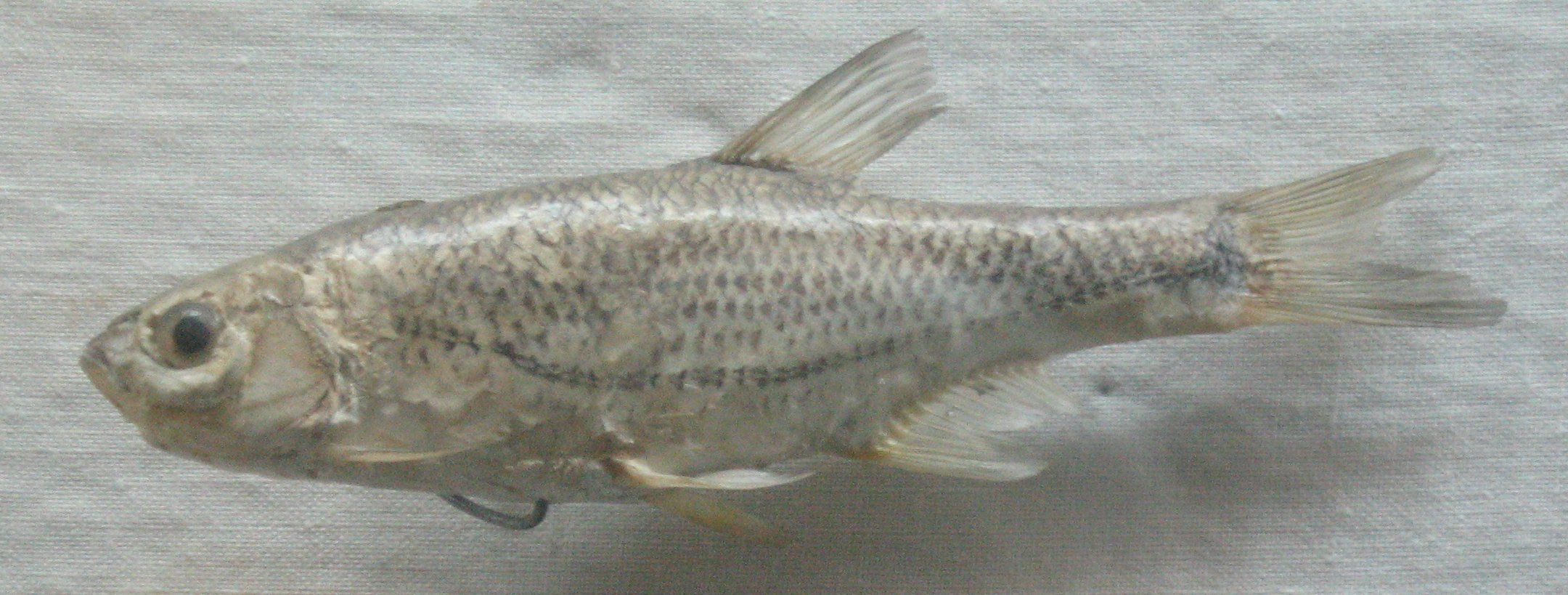
Alburnoides bipunctatus

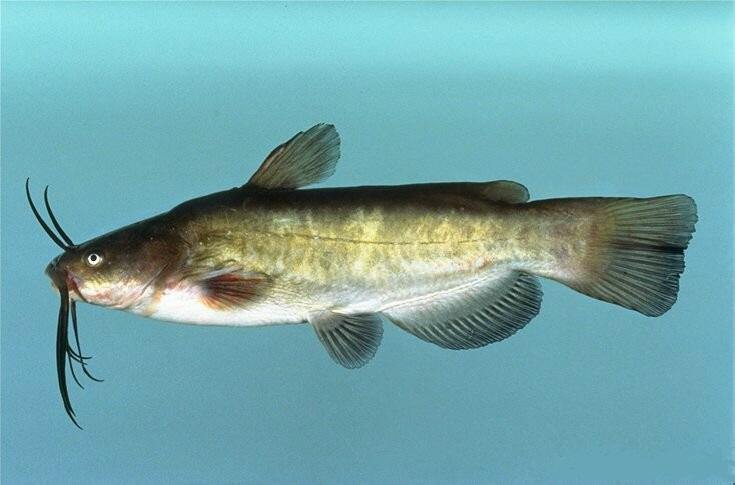
Peix gat bru (Ameiurus nebulosus)

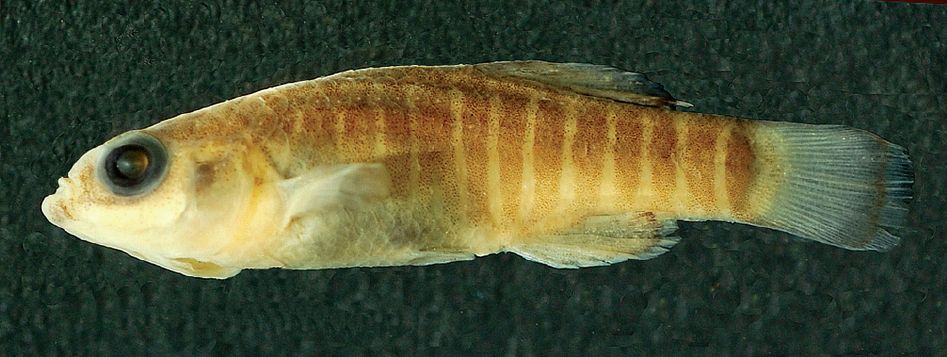
Aphanius mesopotamicus

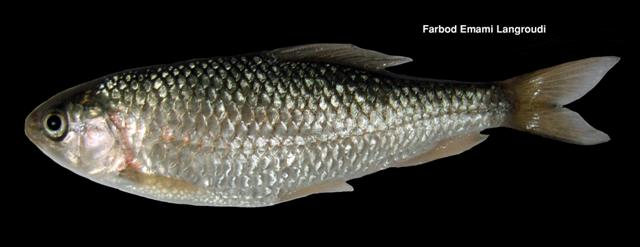
Cyprinion macrostomum

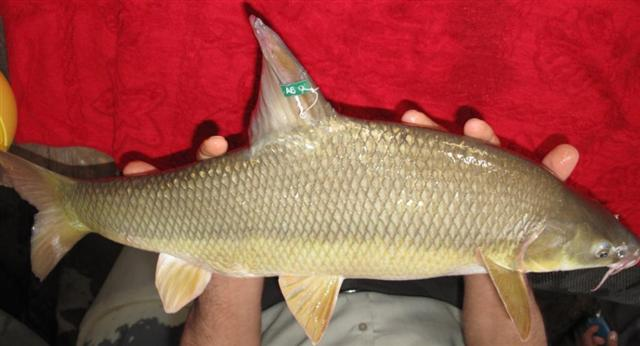
Luciobarbus pectoralis

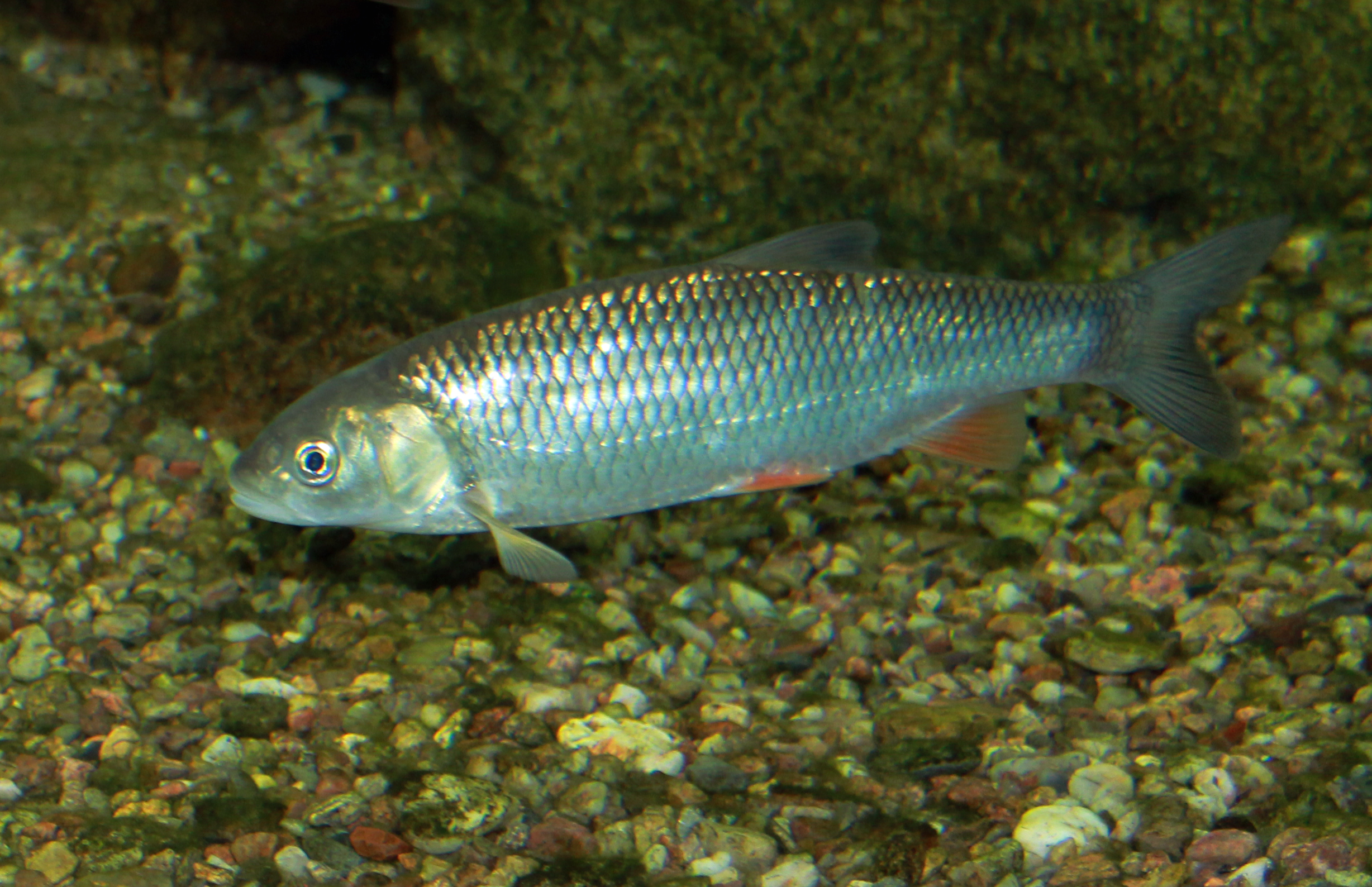
Squalius cephalus

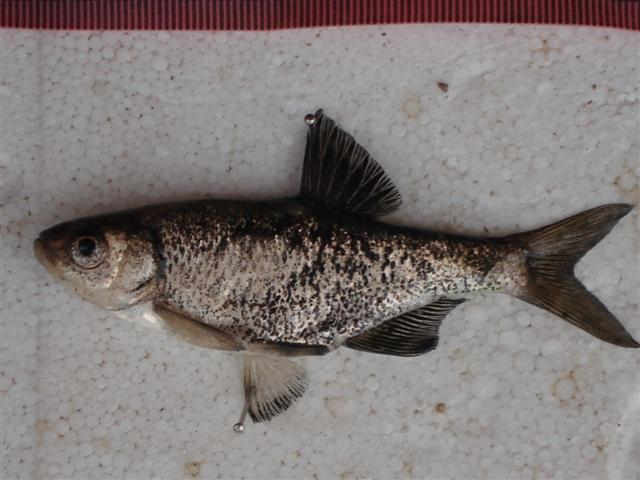
Alburnus caeruleus

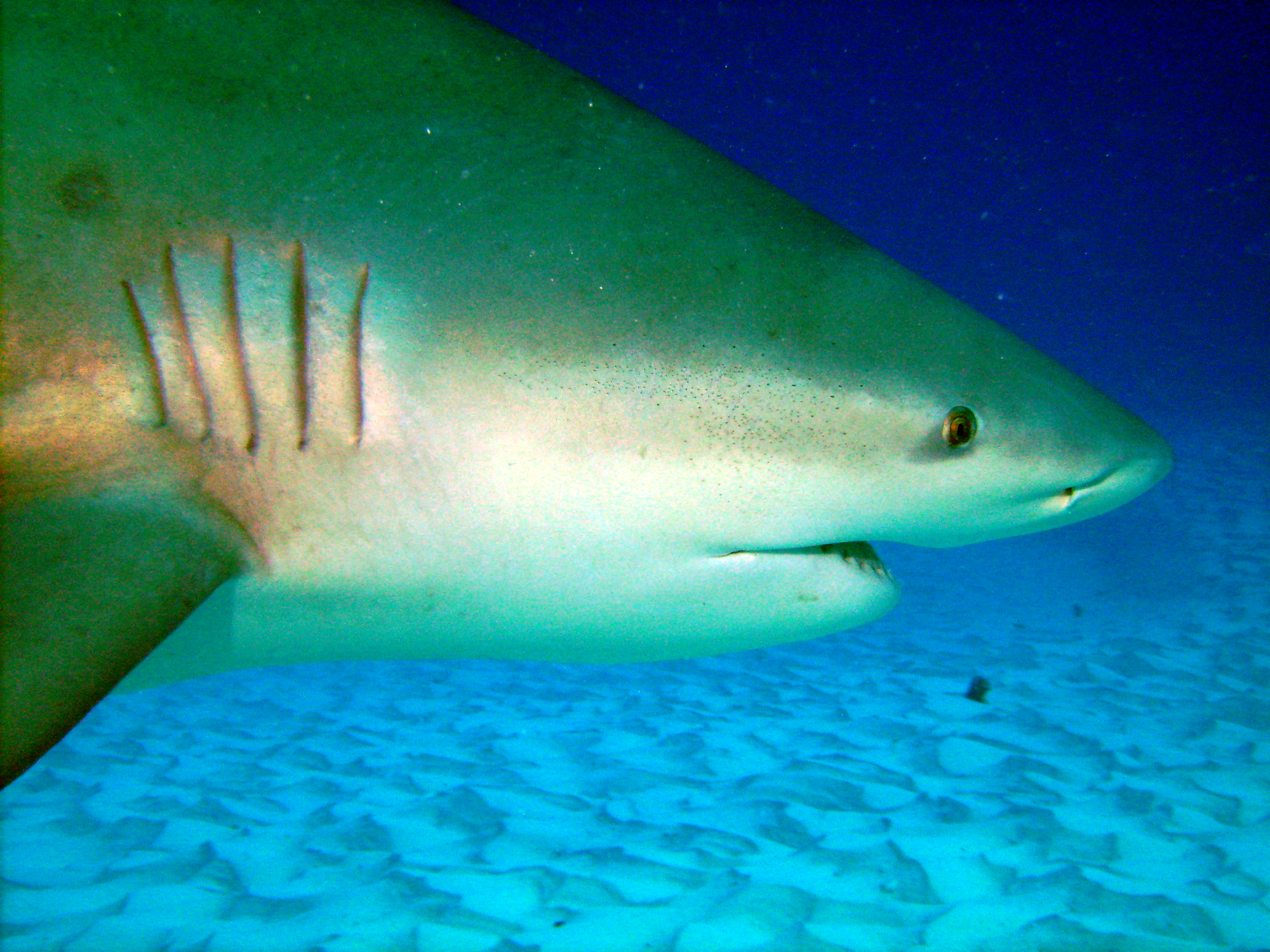
Tauró camús (Carcharhinus leucas)

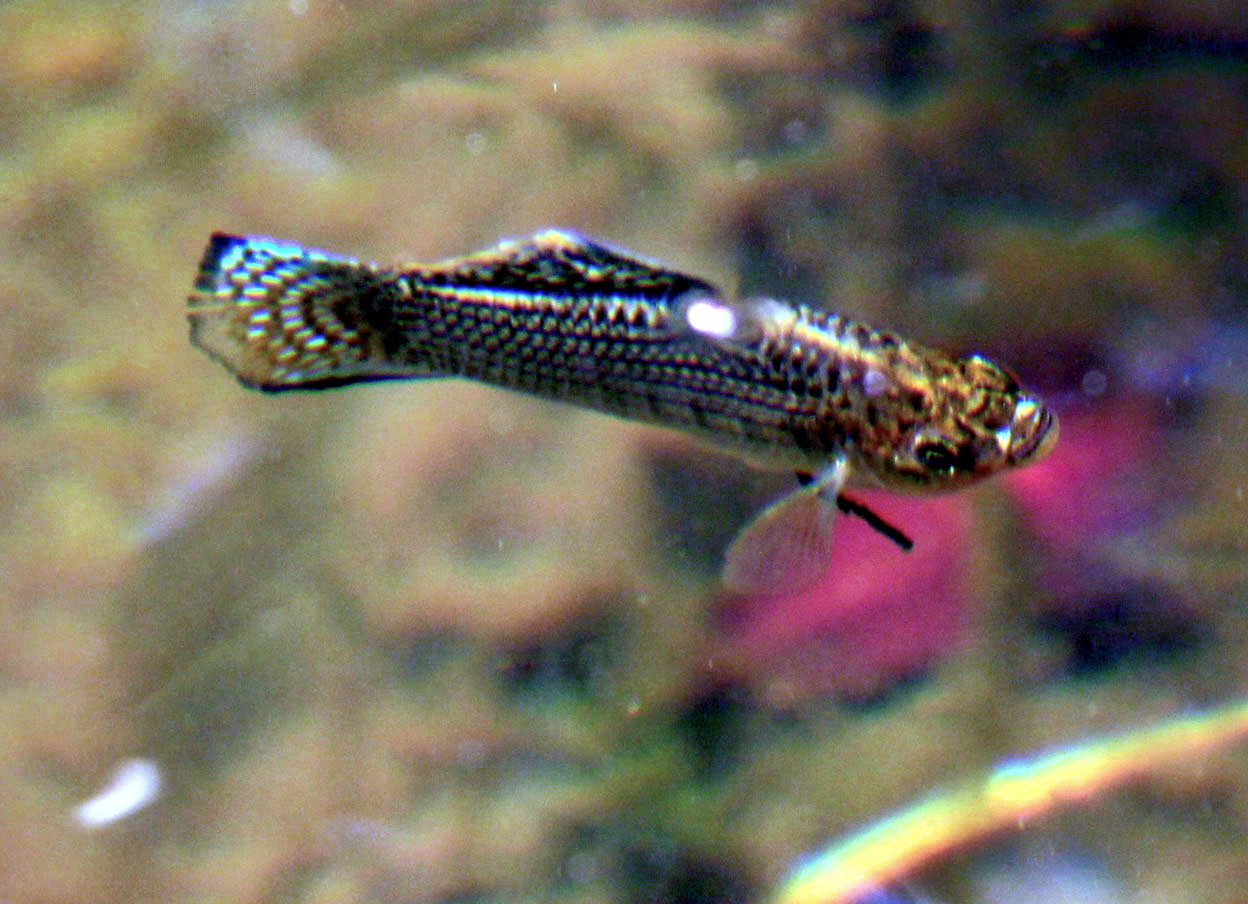
Gambusia holbrooki

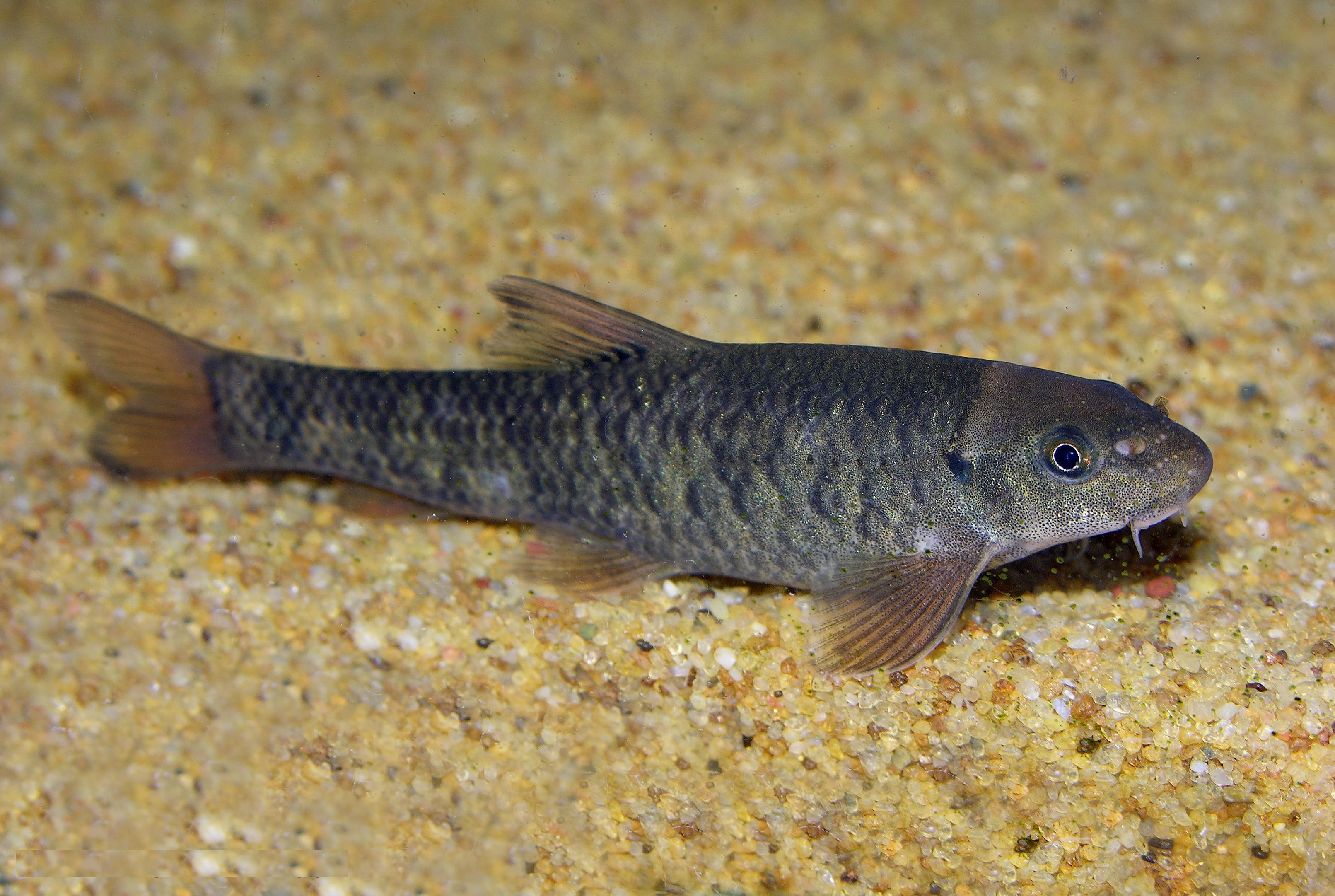
Garra rufa

Aquesta llista de peixos del riu Eufrates -incompleta- inclou 49 espècies de peixos que es poden trobar al riu Eufrates ordenades per l'ordre alfabètic de llur nom científic.

## A
- Acanthobrama marmid
- Alburnoides bipunctatus
- Alburnoides emineae
- Alburnoides recepi
- Alburnoides velioglui
- Alburnus caeruleus
- Alburnus mossulensis
- Alburnus sellal
- Peix gat bru (Ameiurus nebulosus)
- Aphanius mesopotamicus

## B
- Barbus grypus
- Barilius mesopotamicus[1]

## C
- Capoeta barroisi
- Capoeta trutta
- Capoeta umbla
- Carasobarbus kosswigi
- Carasobarbus luteus
- Carcharhinus leucas
- Chondrostoma regium
- Cobitis elazigensis
- Cyprinion kais
- Cyprinion macrostomum

## G
- Gambusia holbrooki
- Garra rufa
- Garra variabilis
- Glyptothorax cous

## H
- Hemigrammocapoeta elegans

## L
- Leuciscus vorax
- Liza abu
- Luciobarbus mystaceus
- Luciobarbus pectoralis
- Luciobarbus subquincunciatus
- Luciobarbus xanthopterus

## M
- Mastacembelus mastacembelus
- Mesopotamichthys sharpeyi

## O
- Oxynoemacheilus hamwii
- Oxynoemacheilus kermanshahensis
- Oxynoemacheilus tigris

## P
- Paracobitis malapterura
- Pseudophoxinus firati

## S
- Salmo euphrataeus
- Salmo okumusi
- Schistura nielseni
- Silurus triostegus[2]
- Squalius cephalus
- Squalius lepidus
- Squalius orientalis

## T
- Turcinoemacheilus kosswigi
- Turcinoemacheilus minimus[3]